# Ардипитеци
Ардипитеците (Ardipithecus) са много ранен род хоминин. Двата вида са описвани в литературата: A. ramidus, който е живял приблизително преди 4,4 милиона години по време на ранния Плиоцен и A. kadabba, датиран приблизително преди 5,6 милиона години (късния Миоцен).

## Видове

### Ardipithecus ramidus
A. ramidus е наименован през септември 1994 г. Първия фосил е датиран на 4,4 милиона години въз основа на разстоянието между два вулканични пласта: основния туф и базалтова скала. Името Ardipithecus ramidus идва от Афарски език, в който Ardi означава „земя/под“ и ramid означава „корен“. Частта с Pithecus от името идва от гръцката дума за „маймуна“.

### Ardipithecus kadabba
Ardipithecus kadabba е „познат единствено от зъби и късчета и парчета от кости“, и е датиран приблизително на 5,6 милиона години. Описван е като „възможен хроновид“ (тоест предшественик на A. ramidus). Макар че първоначално е разглеждан като подвид на A. ramidus през 2004 антрополозите Йоханес Хайле-Селасие, Ген Сува и Тим Уайт публикуват статия издигаща A. kadabba до ниво вид на основата на новооткрити зъби в Етиопия. Тези зъби показват „примитивна морфология и модел на носене“, които разкриват че A. kadabba е различен вид от A. ramidus.
Специфичното име идва от Афарската дума за „основен фамилен предшественик“.